# Mamie Smith
Mamie Smith (Cincinnati, 1891. május 26. – New York, 1946. szeptember 16. vagy 1946. augusztus 16.) bluesénekesnő, vaudeville-táncosnő, zongorista, színésznő.
Születésének évét korábban 1883-ban adták meg, 2018-ban azonban megtalálták születési anyakönyvi kivonatát, ami szerint 1891-ben született. Bekerült a blues világtörténetébe, mint első afroamerikai előadó, aki vokális blues felvételeket készített – már 1920-ban! A felvétel történetét önéletrajzában (Music on My Mind) meg is írta.

## Pályafutása
Alig tudni valamit kisgyerek koráról. Állítólag 15 éves koráig szülővárosában élt. Viszont nagyjából 10 éves lehetett, amikor már a „Four Dancing Mitchells” együttessel turnézott. Azután felvették a „Salem Tutt-Whitney's Smart Set"-be, egy revütársulatba, amellyel turnéra mentek. 20 éves korában – talán 1911-ben – összeházasodott „The Sweet Singing Smitty”-vel. 1913 körül New York Harlem kerületében élt, ahol egy kabaréban dolgozott. 1918-tól a Lincoln Színházban Perry Bradford „Made in Harlem” című musicaljében szerepelt.
Az első lemezfelvétele a „That Thing Called Love” című dal volt, bár eleinte haboztak afroamerikai zenészekkel elkészíteni. Aztán újra hívták. 1920-ban rögzítették a „Crazy Blues” és az „It Here for You”, „If you don't get it”, „Tain’t No Fault of Mine” című dalokat. Mindenki meglepetésére a „Crazy Blues” lett az első blues-felvétel, amelyet egy fekete előadó egy év alatt több mint egymillió példányban értékesítettek. Ez a váratlan siker arra késztette a többi lemezcéget, hogy újabb blues-énekeseket foglalkoztassanak, ami megszülte a klasszikus női blues korszakát. További blues felvételek keletkeztek.
1921-ben Smith elvált Bradfordtól. 1924-ben elvált az Ajax kiadótól is, 1926-ban a Victort, 1929-től Okeh-t választotta. Akkoriban a „Mamie Smith & Her Jazz Hounds” truppal turnézott az Egyesült Államokban. Ekkor már a „Blues királynőjének” hívták.
1929-ben Smith szerepelt az egyik első hangosfilmben, a „Jail House Blues”-ban. Az 1930-as években New York különböző szórakozóhelyein lépett fel. Más bluesénekesek, mint Ma Rainey, vagy Bessie Smith növekvő népszerűsége miatt 1931-ben további zenei felvételek híján „nyugdíjazta magát”, de időnként azért színházakban és klubokban még jelent meg. 1939-től ismét több filmben játszott.

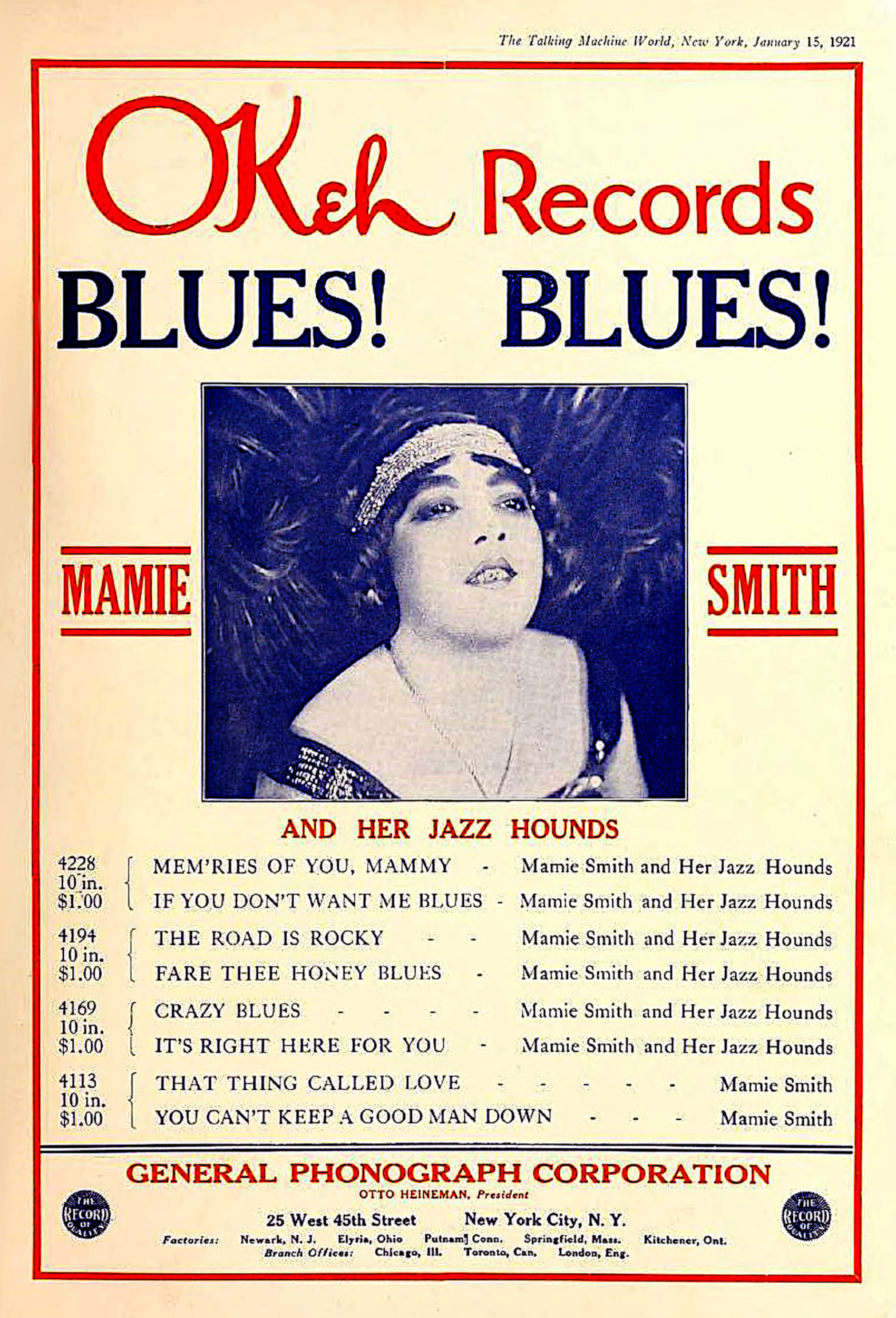

## Lemezek
Nagy sikerek
- 1920: Crazy Blues
- 1921: Fare Thee Honey Blues, Royal Garden Blues, You Can't Keep a Good Man Down, Dangerous Blues
- 1922: Lonesome Mama Blues
- 1923: You Can Have Him, I Don't Want Him Blues • You've Got to See Mama Ev'ry Night (Or You Can't See Mama At All)

## Díjak
- 1994: „Crazy Blues” – Grammy Hall of Fame
- 2005: „Crazy Blues” – National Recording Registry of the Library of Congress
- 2018: Blues Hall of Fame

## Filmek
- 1929: Jailhouse Blues (rövidfilm)
- 1939: Paradise in Harlem
- 1940: Stolen Paradise
- 1940: Sunday Sinners
- 1941: Murder on Lenox Avenue
- 1942: Because I Love You (rövidfilm)